# Claude Calame
Pour les articles homonymes, voir Calame (homonymie).
Claude Calame, né à Lausanne en 1943, est un helléniste et anthropologue suisse, auteur de travaux sur la mythologie grecque, sur la société de la Grèce antique et sur la modernité néolibérale.

## Biographie

### Formation
Claude Calame fait des études de lettres classiques à l'université de Lausanne, effectuant plusieurs séjours à Paris et à Londres.

### Carrière
De 1970 à 1974, il est chargé de cours de grec ancien à l'université d'Urbino, en Italie.
De retour à Lausanne, il y enseigne dans un lycée classique de 1975 à 1984. Il obtient un doctorat d'État en 1977. Pendant l'hiver 1981-1982, il effectue une recherche de terrain dans la région du Sepik, en Papouasie-Nouvelle-Guinée, dans le cadre de recherches en anthropologie.
De 1984 à 2003, il est professeur de langue et littérature grecques à l'université de Lausanne. Durant cette période, il part à plusieurs reprises enseigner à l'étranger, notamment à l'université Yale aux États-Unis.
En 1998-1999, il devient directeur d'études à l'École des hautes études en sciences sociales à Paris et est titularisé en 2001. Il est alors rattaché au Centre Louis-Gernet de recherches comparées sur les sociétés anciennes, devenu Centre AnHiMA (Anthropologie et histoires des mondes anciens).

### Orientation épistémologique
Les travaux de Claude Calame tendent à mêler à la démarche philologique des études classiques les apports de l'anthropologie et de la sémiotique. Son approche des mythes grecs, largement influencée par la pragmatique, attache une grande importance aux contextes de leur énonciation ; elle revendique en cela sa distance par rapport au structuralisme lévi-straussien. Des textes grecs envisagés dans leur dimension pragmatique entre récit fictionnel et rituel il propose, dans une perspective ethnopoétique, une approche combinant anthropologie historique, histoire des religions et analyse des discours. Le regard décentré qu’implique une telle perspective critique invite aux engagements politiques d’un  praticien des sciences humaines sollicité par le présent – notamment sur la question de la fabrication sémiotique, culturelle et éco-sociale de l’humain et quant aux implications de la mondialisation néo-coloniale dans les discriminations dont demandeurs d’asile et migrants sont les victimes en régime néo-libéral.
Pour évoquer un aspect de sa démarche dans son approche des mythes, Ute Heidman rappelle le constat de Claude Calame qui avait constitué le descriptif du séminaire sur les Poétiques comparées des mythes : « Les récits qu'une catégorie opératoire de la pensée anthropologique nous induit à considérer comme des mythes n'existent que réalisés et intégrés dans des textes poétiques et littéraires : ils n'existent qu'au travers des pratiques et des formes de discours particulières. » . Et pour citer l'auteur dans le sommaire de Qu'est-ce que la mythologie grecque ? : « Raconter un mythe, c'est avoir recours à une forme poétique pour avoir des effets d'ordre esthétique, émotionnel, politique et moral sur un public particulier dans des circonstances d'énonciation précises. ».
Ces récits s'offrent alors à une analyse sensible à la dimension pragmatique et institutionnelle de toute création poétique, mais aussi à l'apport d'une étude comparative. Suivant cette méthode, pour prendre un exemple centré sur le « mythe » de Thésée, celui-ci pouvant apparaître sous forme de poèmes ou sous forme d'images peintes, Claude Calame s'efforce ainsi, pour l'image, en s'appuyant sur une lecture précise de l'image, de dégager la logique propre à la représentation et ensuite il la confronte à un poème contemporain de la peinture pour en éclairer les effets de sens. Ainsi, il peut se tourner vers une interprétation d'inspiration structuraliste mais aussi vers les "fonctions" de ces récits dans leur usage social (la peinture étant, ici, celle d'une coupe destinée à circuler dans le cadre d'un symposion en même temps que les chants repris par les convives, citoyens-hetaîroi (compagnons) ; le poème étant destiné à une performance chorale pour une occasion cultuelle, mais plus précisément, dans l'immédiat après-guerres médiques où cette forme est révélatrice de motivations politiques et idéologiques). Ces récits et images, que nous considérons comme « mythiques » « sont aussi à lire comme effets de sens, en relation avec une situation de communication et dans une conjoncture historique singulière, par le biais d'une traduction transculturelle qui restera toujours tributaire de nos propres modèles ».

## Publications

### Ouvrages
- Les Chœurs de jeunes filles en Grèce archaïque, 2 vol., Roma (Ateneo), 1977, 506 + 212 pages (réédition Paris (Les Belles Lettres), 2019, 672 p.)
  - traduction en anglais : Choruses of Young Women in Ancient Greece, Lanham - New York - Oxford, Rowman & Littlefield, 1996 ; 2e éd.: 2001. [lire en ligne]
- Alcman. Texte critique, témoignages, traduction et commentaire, Roma (Ateneo) 1984, LXV + 638 pages.
- Le Récit en Grèce ancienne. Énonciations et représentations de poètes, Paris, Klincksieck coll. « Méridiens », 1986, 222 pages (trad. it.: Roma – Bari, Laterza, 1988; éd. revue et trad. angl.: Ithaca NY - London, Cornell University Press, 1995; 2e éd. revue et augmentée:Paris, Belin, 2000, 302 p.).
- Thésée et l'imaginaire athénien. Légende et culte en Grèce classique, Lausanne, Payot, 1990, 480 pages (2e éd.: 1996; 3e éd: Paris, La Découverte, 2018).
- L'Éros dans la Grèce antique, Paris (Belin) 1996, 256 pages (2e éd. augmentée: 2001 ; éd. de poche : 2009; trad. it.: Roma – Bari, Laterza, 1992; trad. angl.: Princeton, Princeton University Press, 1999; trad. esp.: Madrid, AKAL, 2002; trad. roumaine : Bucarest, Symposion, 2004 ; traduction grecque : Athènes, Métaichmio, 2006). (SUDOC 004060377) (1996) et (SUDOC 37074336) (2009)
- Mythe et histoire dans l'Antiquité grecque. La création symbolique d'une colonie, Lausanne, Payot, 1996, 185 pages (2e éd.: Paris, Les Belles Lettres, 2011) (trad. it.: Dedalo, Bari, 1999; trad. angl.: Princeton, 2003).
- Poétique des mythes en Grèce antique, Paris, Hachette, 2000, 288 pages (trad. angl. : Cambridge, Cambridge University Press, 2009).
- Masques d’autorité. Fiction et pragmatique dans la poétique grecque, Paris, Les Belles Lettres, 2005, 338 pages (trad. angl. : Ithaca NY – London, Cornell University Press, 2005).
- Pratiques poétiques de la mémoire. Représentations de l’espace-temps en Grèce ancienne, Paris, La Découverte, 2006, 322 pages (trad. angl. : Cambridge Mass. – London, Harvard University Press : 2009).
- Claude Calame (études réunies par David Bouvier, Martin Steinrück et Pierre Voelke ; [avant-propos de David Bouvier, Martin Steinrück et Pierre Voelke]), Sentiers transversaux : Entre poétiques grecques et politiques contemporaines, Grenoble, Éditions Jérôme Millon, 2008, 332 p., 22 cm (ISBN 978-2-84137-239-3, SUDOC 129230200, lire en ligne) : en ligne : compte rendu.
- Claude Calame, Prométhée généticien : Profits techniques et usages de métaphores, Paris, Les Belles Lettres, coll. « Encre marine », 2010, 203 p., 17 cm (ISBN 978-2-35088-022-8, SUDOC 140867112, lire en ligne), en ligne : compte rendu.
- Claude Calame, Qu'est-ce que la mythologie grecque ?, Paris, Gallimard, 2015, 736 p., 18 cm (ISBN 978-2-07-044578-3, SUDOC 183431766, lire en ligne), en ligne : table des matières détaillée.
- Claude Calame, Avenir de la planète & urgence climatique : Au-delà de l’opposition nature/culture, Fécamp, Lignes, 2015, 127 p., 20 cm (ISBN 978-2-35526-152-7, SUDOC 191310441, lire en ligne), en ligne : résumé.
- Claude Calame, La tragédie chorale : poésie grecque et rituel musical, Paris, Les Belles Lettres, 2017, 254 p., 22 cm (ISBN 978-2-251-44704-9, SUDOC 202647056).

### Ouvrages collectifs
- Rito e poesia corale in Grecia. Guida storica e critica, Roma-Bari (Laterza) 1977, 217 pages.
- L'amore in Grecia, Roma-Bari (Laterza) 1983, XL + 310 pages (quatre éditions).
- Métamorphoses du mythe en Grèce antique, Genève (Labor & Fides) 1988, 231 pages.
- Le Discours anthropologique. Description, narration, savoir, Paris (Méridiens Klincksieck) 1990, 306 pages (2e éd.: Lausanne, Payot, 1995), avec Jean-Michel Adam, Marie-Jeanne Borel et Mondher Kilani.
- Figures grecques de l'intermédiaire, Lausanne-Paris (Études de Lettres-Belles Lettres) 1992, 146 pages.
- Philosophes et historiens anciens face aux mythes, Lausanne-Paris (Études de Lettres-Belles Lettres) 1998, 154 pages, avec David Bouvier.
- La Fabrication de l'humain dans les cultures et en anthropologie, Lausanne (Payot-Études de Lettres) 1999, 168 pages, avec Mondher Kilani.
- Figures de l’humain. Les représentations de l’anthropologie, Paris (Éditions de l’EHSS) 2003, 360 pages, avec Francis Affergan, Silvana Borutti, Ugo Fabietti, Mondher Kilani, Franco Remotti.
- Identités d’auteur dans l’Antiquité et la tradition européenne, Grenoble (Millon) 2004, 198 p., avec Roger Chartier.
- Poétique d’Aristophane et langue d’Euripide en dialogue, Lausanne-Paris (Études de Lettres-Belles Lettres) 2004, 142 pages.
- Comparer les comparatismes. Perspectives sur l’histoire et les sciences des religions, Paris – Milano (Edidit – Arché) 2006, 242 p., avec Maya Burger.
- Identités de l’individu contemporain, Paris (Textuel) 2008, 160 pages.
- Le capitalisme contre les individus. Repères altermondialistes, Paris (Textuel – ATTAC) 2010, 142 pp.
- Comparer en histoire des religions antiques. Controverses et propositions, Liège (Presses Universitaires de Liège) 2012, 146 pp., avec Bruce Lincoln
- Du récit au rituel par la forme esthétique. Poèmes, images et pragmatique cultuelle en Grèce ancienne, Paris (Les Belles Lettres) 2017, 342 pp., avec Pierre Ellinger
- Migrations forcées, discriminations et exclusions : les enjeux de politiques néocoloniales, Paris, Éditions du Croquant, 2020, avec Alain Fabart